# Peter Buell Porter
Pour les articles homonymes, voir Porter.
Peter Buell Porter, né le 14 août 1773 à Salisbury et mort le 20 mars 1844 à Niagara Falls, est un juriste, soldat et homme politique américain.

## Biographie
Il est élu en 1808 à la Chambre des représentants des États-Unis. Il participe comme général de brigade à plusieurs affrontements de la guerre de 1812.
Il est Secrétaire à la Guerre des États-Unis de 1828 à 1829.